# Poppodium Het Front
Poppodium Het Front is een voormalig poppodium dat was gevestigd in Vroomshoop. Het poppodium was gereed vanaf september 2007, en begon aanvankelijk onder de vlag van Stichting Welzijn Twenterand (SWT). Later ging dit over naar de Stichting Muziek en Theater Twenterand (SMETT). Het podium startte met een kleine groep vrijwilligers en groeide vervolgens uit tot een organisatie met meer dan 30 vrijwilligers.

## Het Fronttheater
In januari 2009 werd, in het bijzijn van veel politici en cultuurmakers uit Twenterand, door burgemeester Helmer Koetje het Fronttheater officieel geopend. De afgelopen jaren hebben artiesten als Gijs Nillisen, Thijs Kemperink en Höllenboer daar met veel succes hun opwachting gemaakt.
De volgende mijlpaal was de opening van de Frontstudio’s in maart 2010. Eindelijk is er voor muzikanten uit Twenterand en omstreken een plek waar bands kunnen repeteren, muziekles kunnen krijgen en zelfs een professionele cd op kunnen nemen.

## Kernstatus
Slechts drie en half jaar na de oprichting van Poppodium het Front in Vroomshoop is de aanvraag van Kernstatus gehonoreerd door Fonds Podiumkunsten (FPK) in Den Haag. Om de kernstatus te bemachtigen is het een voorwaarde van de FPK dat de organisatie een primair cultureel doel nastreeft. Onder de vlag van SWT was dit niet mogelijk aangezien zij een welzijnsinstelling is, vandaar dat in juli 2009 werd besloten om zelfstandig verder te gaan onder de naam Stichting Muziek en Theater Twenterand (SMETT).
De kernstatus is van wezenlijk belang voor de continuïteit en verdere professionalisering van de organisatie en programmering, zeker met het oog op het nieuw te bouwen activiteitencentrum in Vroomshoop. De middelen die nu beschikbaar komen, kunnen na de realisatie ingezet worden om van het nieuwe activiteitencentrum het culturele hart van de gemeente Twenterand te maken.

## Samenwerking
SMETT werkt samen met organisaties als Vroomshoop in Concert, Kulturhus de Klaampe, SWT, Delta TV en lokale ondernemers worden er constant nieuwe culturele projecten bedacht en uitgevoerd. Voorbeelden daarvan zijn Front TV, Filmhuis Het Front, de Week van de Popmuziek en de concerten van Jan Smit & de 3JS, De Dijk, Normaal en Van Dik Hout & Miss Montreal.